# Jean Révilliod de Budé
Jean Révilliod de Budé (ur. w latach 60. XIX w., zm. 1942 w Nyonie) – szwajcarski strzelec, mistrz świata.
Révilliod de Budé zdobył cztery medale na mistrzostwach świata – wszystkie złote. W 1929 roku w swoim pierwszym starcie w drużynie szwajcarskiej na mistrzostwach świata, liczący wówczas ponad 60 lat Szwajcar wywalczył złoto w drużynowym strzelaniu z pistoletu dowolnego z 50 m, zajmując indywidualnie 14. miejsce na 52 startujących strzelców. Podczas turnieju rozegranego rok później, Révilliod de Budé został podwójnym mistrzem świata – zwyciężył bowiem zarówno indywidualnie jak i drużynowo. Ostatnie złoto wywalczył podczas mistrzostw we Lwowie w 1931 roku w drużynie. 

## Medale mistrzostw świata
Opracowano na podstawie materiałów źródłowych:
| Mistrzostwa    | Konkurencja                       | Wynik                             | Miejsce |
| -------------- | --------------------------------- | --------------------------------- | ------- |
| Sztokholm 1929 | Pistolet dowolny, 50 m, drużynowo | 2651 pkt. (druż.) 519 pkt. (ind.) |         |
| Antwerpia 1930 | Pistolet dowolny, 50 m            | 538 pkt.                          |         |
| Antwerpia 1930 | Pistolet dowolny, 50 m, druż.     | 2649 pkt. (druż.) 538 pkt. (ind.) |         |
| Lwów 1931      | Pistolet dowolny, 50 m, druż.     | 2608 pkt. (druż.)                 |         |